# Stefania (województwo wielkopolskie)
Stefania – wieś w Polsce położona w województwie wielkopolskim, w powiecie tureckim, w gminie Władysławów.
Nazwa wsi pochodzi od imienia żeńskiego Stefania. Legenda głosi, że zamożny dziedzic z okolic Władysławowa posiadał ogromny majątek ziemski. Przed śmiercią miał on podzielić swoje ziemie między dzieci - córki Natalię, Stefanię, Leonię, Genowefę oraz Izabelę, a także syna Przemysława. Stąd też pochodzi nazwa Stefania oraz nazwy okolicznych miejscowości - Natalia, Izabelin, Leonia, Genowefa oraz Przemysławów.
W latach 1975–1998 miejscowość administracyjnie należała do województwa konińskiego.